# Лінія 8 CPTM
Лінія 8 — діамантова — лінія CPTM, системи приміських поїздів Великого Сан-Паулу, що пролягає між станціями Жуліу-Престіс і Ітапеві, а її продовження — між Ітапеві і Амадор-Буену. До березня 2008 року називалася Лінією B — сірою.
| Бразилія | Це незавершена стаття з географії Бразилії. Ви можете допомогти проєкту, виправивши або дописавши її. |